# Прево, Луи Констан
Луи Констан Прево (4 июня 1787 — 14 августа 1856) — французский геолог, преподаватель, научный писатель.

## Биография
Родился в Париже в семье сборщика налогов. Окончил там же Центральную школу, ещё в детстве заинтересовавшись естественными науками. В 1811 году получил степень по «наукам и буквам» и затем некоторое время занимался медициной и анатомией, но затем решил посвятить себя геологии. В 1816—1818 годах совместно с Филиппом де Жираром проводил исследование Венского бассейна для будущего строительства ткацкой фабрики в окрестностях Вены. В 1821—1829 годах был профессором геологии в парижском Атенеуме, в 1830 году стал одним из основателей Французского геологического общества. С 1831 года был приват-доцентом, а затем почётным профессором геологии в Сорбонне. В 1848 году стал членом французской Академии наук. В последние десятилетия жизни занимался изучением извержений вулканов, проводил полевые исследования вулканов Италии и Оверни.
Известен своими трудами о Везувии, Этне и других. Главные работы: «Sur les poissons», «Sur la composition géologique des falaises de Normandie», «Origine du silex, de la craie et des meulières», «Chronologie des terrains et synchronisme des formations».